# Calamoceras marsupus
Calamoceras marsupus là một loài Trichoptera trong họ Calamoceratidae. Chúng phân bố ở miền Cổ bắc.